# Hollywood (chanson de Marina and the Diamonds)
Pour les articles homonymes, voir Hollywood (homonymie).
Singles de Marina and the Diamonds
Mowgli's Road
(2de sortie, 2009) I Am Not a Robot
(2de sortie, 2010)
Pistes de The Family Jewels
Obsessions
(6) The Outsider
(8)
Hollywood est une chanson de l'auteure-compositrice-interprète britannique Marina and the Diamonds. Elle est sortie le 31 janvier 2010 en tant que second single de The Family Jewels, le premier album studio de la chanteuse.

## Genèse
Selon Marina and the Diamonds, « [Hollywood] est vision sarcastique et cynique de tout ce qui est commercial en Amérique. J'aime énormément le pays et ses habitants et j'ai hâte de partir en tournée là-bas, mais je n'aime pas la façon dont [l'Amérique] vous fait un lavage de cerveau. Je suis séduite par sa culture pop mais je ne veux pas que mon esprit soit corrompu. »,.
Dans une interview avec BBC News, Marina and the Diamonds a expliqué pourquoi elle avait choisi Hollywood comme single de The Family Jewels :

« [Cette chanson] représente qui j'étais. Hollywood avait corrompu mon esprit et j'ai attaché de l'importance aux mauvaises choses dans la vie, mais j'ai radicalement changé. Cette obsession pour la célébrité est vraiment malsaine. Je ne veux pas vivre ma vie comme cela, et je ne veux pas être une pop star classique. »

— Marina and the Diamonds,.

## Classements
| Classement (2010)                | Meilleure position |
| -------------------------------- | ------------------ |
| Allemagne (Media Control AG)     | 15                 |
| Autriche (Ö3 Austria Top 40)     | 17                 |
| Irlande (IRMA)                   | 21                 |
| Royaume-Uni (UK Singles Chart)   | 12                 |
| Slovaquie (Radio Top 100 - IFPI) | 68                 |